# Nicky Hunt
Nicholas Brett "Nicky" Hunt (Westhoughton, 1983. szeptember 3.) angol labdarúgó, az Crewe Alexandra játékosa.

## Külső hivatkozások
- Nicky Hunt pályafutásának statisztikái a Soccerbase oldalon (angolul)